# Kadarka
La Gamza, aussi appelé Kadarka, Skadarka, Mékish, Tchétéréshka, est un vieux cépage de raisin noir originaire de la partie orientale des Balkans (probablement du nord de la Bulgarie). Il est aussi planté dans le nord-est de la Serbie (sous le nom "Skadarka") ainsi qu'en Roumanie, Hongrie et Moldavie (sous le nom "Kadarka").

## Caractéristiques culturales

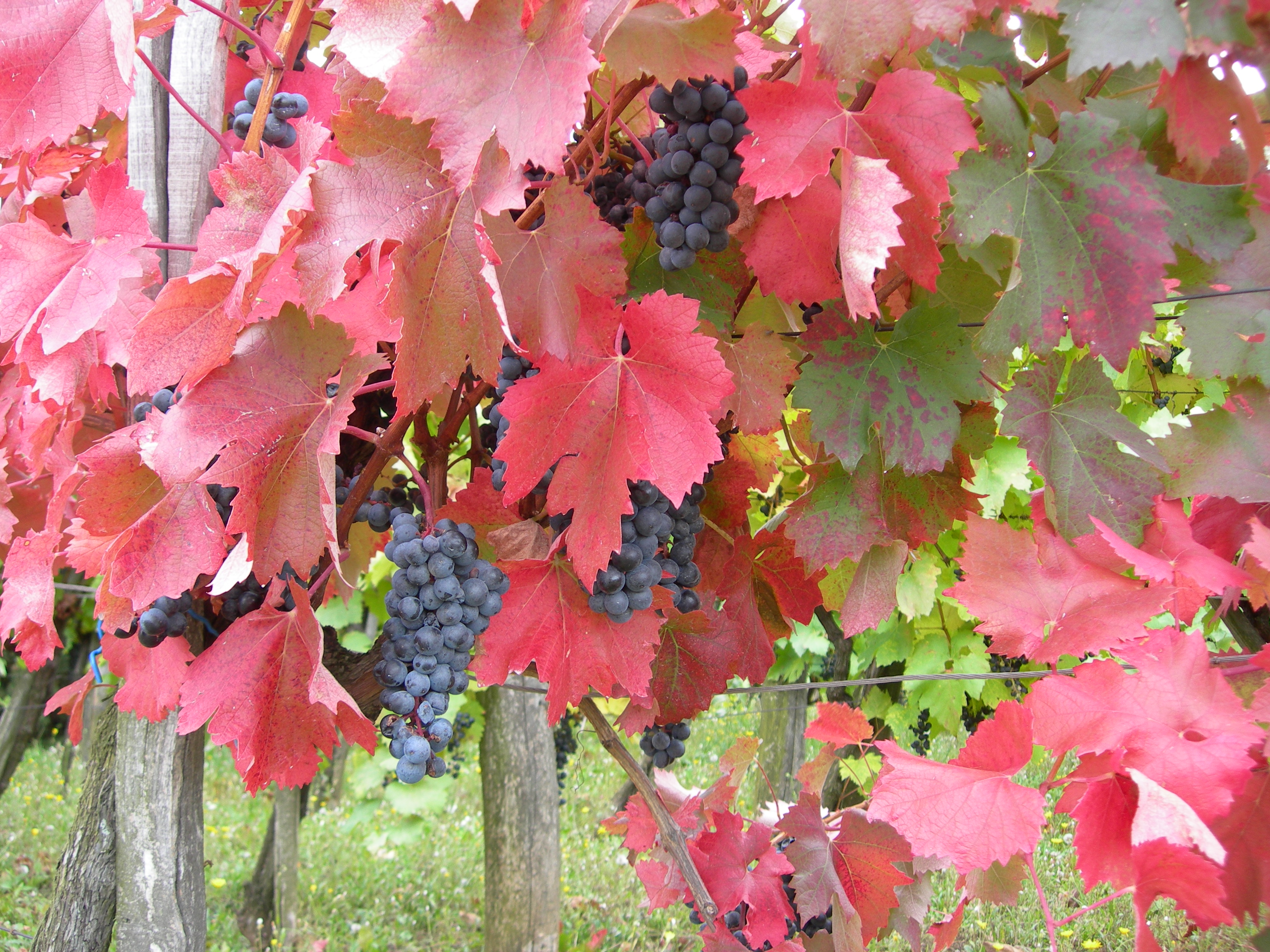
Vignes de Kadarka.

## Potentiel œnologique

### Aromatique
Le cépage Gamza donne des vins au goût particulier qui ont souvent une amertume assez présente et le goût rappelle celui des vins demi-secs.